# Tsegaye Keneni Derera
Tsegaye Keneni Derera (* 23. November 1943 in Metcha Borodo, Äthiopien) ist ein äthiopischer römisch-katholischer  Geistlicher und emeritierter Apostolischer Vikar von Soddo. 

## Leben
Tsegaye Keneni Derera empfing am 13. Juli 1976 das Sakrament der Presbyterat für die Erzeparchie Addis Abeba.
Papst Franziskus ernannte ihn am 11. Oktober 2013 zum Titularbischof von Maximiana in Byzacena und zum Koadjutor des Apostolischen Vikars von Soddo, Rodrigo Mejía Saldarriaga SJ. Die Bischofsweihe spendete ihm der äthiopisch-katholische Erzbischof von Addis Abeba, Berhaneyesus Demerew Souraphiel CM, am 24. November desselben Jahres. Mitkonsekratoren waren der Apostolische Vikar von Soddo, Rodrigo Mejía Saldarriaga SJ, und der äthiopisch-katholische Bischof von Adigrat, Tesfay Medhin.
Mit dem altersbedingten Rücktritt Rodrigo Mejía Saldarriagas am 12. Januar 2014 folgte er diesem als Apostolischer Vikar von Soddo nach.
Am 23. November 2023, seinem 80. Geburtstag, nahm Papst Franziskus seinen altersbedingten Rücktritt an.